# Villiers-sous-Praslin
Villiers-sous-Praslin é uma comuna francesa na região administrativa de Grande Leste, no departamento de Aube. Estende-se por uma área de 8,42 km². Em 2010 a comuna tinha 71 habitantes (densidade: 8,4 hab./km²).